# Леман, Альберт Семёнович
Альберт Семёнович Ле́ман (1915—1998) — советский и российский композитор, педагог, профессор Московской консерватории, заведующий кафедрой композиции МГК имени П. И. Чайковского (1971—1997). Народный артист РСФСР (1968).

## Биография

### Происхождения, семья
Родился 24 июня (7 июля) 1915 года в селе Беттингер (ныне — Воротаевка, Марксовский район, Саратовская область)) в семье поволжских немцев. Его предок переселился из Германии в Россию в 1766 году. С 1766 по 1920-е годы семья проживала именно в Беттингере. В начале 1920-х годов семья, спасаясь от начавшегося в колониях голода, переехала на противоположный берег Волги в Вольск.
Отец А. С. Лемана — Семён (Симон) Людвигович Леман (1884—1937), сын местного мельника, играл на различных музыкальных инструментах, работал сельским учителем музыки, был дирижёром, а также скрипичным и фортепианным мастером. По семейной легенде, один из дедушек С. Л. Лемана имел родство с известным мастером роялей — Я. Д. Беккером. Мать — Миллер Розалия Давидовна (1885-?). Всего у А. С. Лемана было шестеро братьев и сестер. В семье практически все играли на музыкальных инструментах, в детстве участвовали в домашнем квартете. Большое влияние на А. С. Лемана оказала сестра матери — Ольга Давидовна Миллер (1896-?).

### Образование, карьера
С семи лет обучался игре на фортепиано. С 12 лет работал тапёром в кинотеатрах, аккомпанируя сеансам немого кинематографа, заменяя отца.
В возрасте 14—15 лет А. С. Леман стал студентом Астраханского музыкального училища.
В 1934 году Леман поступил в ЛГК имени Н. А. Римского-Корсакова на композиторский факультет в класс профессора М. Ф. Гнесина, с 1936 года обучался также на факультете специального фортепиано у профессоров Н. И. Голубовской и В. В. Нильсена. По инструментовке прошёл курс обучения у Д. Д. Шостаковича.
Будучи студентом консерватории, Альберт Леман был принят в Союз композиторов СССР. В студенческий период он сочинил романсы на стихи М. Ю. Лермонтова, цикл песен на стихи Глобы, детский балет «Три толстяка», множество других камерных произведений. На дипломных экзаменах Альберт Леман представил Симфонию, Фортепианный концерт (в собственном исполнении), вокальные произведения.
В годы учёбы в консерватории А. С. Леман работал музыкальным руководителем Детского театра при Доме санитарной культуры (1936—1937), музыкальным руководителем отдела художественного воспитания Дома пионеров Октябрьского района (1937—1938). В 1938 году Леман занял ответственную должность заведующего музыкальным отделом Управления по делам искусств Ленгорисполкома. Даже с началом Великой Отечественной войны Леман до последнего не оставлял своей работы. За развернутую концертно-шефскую работу в частях действующей армии был премирован председателем Комитета по делам искусств СССР. Осенью 1941 года он отправил свою семью — жену Е. А. Абросимову и дочь Эльзу — в Казань. Сам Леман эвакуировался позже. В 1942 — 1970 годах прожил в столице Татарстана. Деятельность Лемана как педагога и композитора в этот период связана с Казанью.
19 июля 1942 года был мобилизован райвоенкоматом ныне Советского района Казани в трудармию и направлен в Волжский железнодорожный исправительно-трудовой лагерь НКВД, на строительство железной дороги Свияжск — Ульяновск, где по разным данным работал электромонтёром, санитаром, а также использовался на культмассовой работе.
В 1945 году состоялось открытие Казанской консерватории. Альберта Лемана пригласили в неё преподавать по двум специальностям — композиции и фортепиано.
В 1948—1949 и 1961—1969 годах заведовал кафедрой композиции Казанской консерватории.
Профессор (1961). В 1964 — 1967 годах — проректор по учебной и научной работе. В 1969 — 1971 годах преподавал также в Петрозаводской консерватории (в то время филиале Ленинградской консерватории). В последние два года его реже можно было увидеть в Казани, так как он совмещал работу в двух вузах.
Альберт Леман является одним из создателей татарской композиторской школы. Он воспитал множество учеников в Казани, в их числе:
- композиторы Исмай Шамсутдинов, Энвер Бакиров, София Губайдулина, Хуснулла Валиуллин, Александр Стецюк (Шиндель) — заслуженный деятель искусств Украины, Наталья Мельникова — заслуженный деятель искусств Украины, профессор;
- Гамма Скупинский — автор музыки к тридцати пяти фильмам Джеки Чана (Голливуд), в прошлом продюсер известной советской певицы Софии Ротару, руководитель известных вокально-инструментальных ансамблей "Червона Рута " и «Смеричка», доктор Бостонского университета,
- пианистка Эльза Ахметова, профессор Казанской консерватории.

Член КПСС с 1964 года.
В 1970 году Альберт Семенович переехал в Москву, где работал в МГК имени П. И. Чайковского как профессор и заведующий кафедрой композиции (до 1997 года). Именно на его темы писали свои вступительные вариации или пассакалии (один из приёмных экзаменов на факультет композиции) абитуриенты Московской консерватории. Среди его учеников — С. А. Губайдулина, Глеб Седельников, М. Г. Коллонтай, Дмитрий Чеглаков, Л. Х. Канукова, Марал Якшиева, Антон Буканов и другие.
Умер 3 декабря 1998 года в Москве. Похоронен в Санкт-Петербурге на Волковском лютеранском кладбище.

## Творчество
На протяжении всей жизни Альберт Леман сочинил множество музыкальных произведений.
Среди его сочинений можно выделить следующие:
- Симфоническая сюита «Татарские напевы»
- Праздничная увертюра
- Балетная сюита
- Концерт для скрипки с оркестром (удостоенный в 1952 году Сталинской премии)
- Третий фортепианный концерт
- Оратория «Ленин»
- Оратория «Атланты»
- Оратория «Песни Поморья»
- «Дюны поют»
- Хоровой цикл «Вятские песни»
- Кантата «Карелия моя»
- Концертная симфония
- Концерт для оркестра
- Концерт для трех флейт и струнного оркестра
- Музыкально-драматическое действо «Голоса времен» для хора, солистов, чтецов и оркестра

## Награды и премии
- Сталинская премия третьей степени (1952) — за концерт для скрипки с оркестром
- заслуженный деятель искусств РСФСР (1957)
- заслуженный деятель искусств Чувашской АССР (1965)
- народный артист РСФСР (1968)